# Christophe Impens
Christophe Impens (Gent, 9 december 1969) is een voormalige Belgische atleet, die zich vooral manifesteerde op de middellange afstanden. Hij had vijf Belgische records op zijn naam staan en veroverde in totaal veertien nationale titels. Hij verbeterde in 1996 het twintig jaar oude Belgische record op de 1500 m van Ivo Van Damme (3.36,26 – 1976) en het record van Vincent Rousseau op de incourante 2000 m.

## Biografie

### Sportief
In 1996 won Impens een zilveren medaille op de 3000 m op het EK indoor achter Anacleto Jiménez. In dat jaar won hij ook de Europese beker op de 1500 m in 3.44,22 en liep hij zich op de Olympische Spelen van Atlanta in de halve finales van de 1500 m, waarin hij als achtste strandde in 3.37,64. Dit was hem de jaren ervoor op enkele WK's ook al overkomen: bij de wereldkampioenschappen van 1993 in Stuttgart was hij op de 1500 m in zijn halve finale zevende geworden, terwijl hij twee jaar later bij de wereldkampioenschappen in Göteborg in de halve finale op de tiende plaats was blijven steken. In 1997 gelukte het hem op het WK indoor in Parijs eindelijk wel om op de 1500 m tot de finale door te dringen. Hier werd hij negende in 3.42,89.
Christophe Impens veroverde zijn eerste nationale titel in 1991 bij het veldlopen. Zijn laatste twee dateren uit 1997, toen hij indoor zowel als outdoor Belgisch kampioen werd. Vanaf 1987 tot 1994 was Robert Bracke zijn trainer was, maar zijn voornaamste resultaten behaalde hij onder leiding van bokscoach Jef Van Driessche.
Op 27-jarige leeftijd eindigde zijn carrière abrupt wegens meerdere operaties aan het enkelgewricht.

### Zakelijk
Na zijn studies marketing, en in combinatie met zijn topsportcarrière, ging Impens aan de slag als Quality Assurance Manager bij het internationale koerierbedrijf DHL (1992 - 1999). Van 1999 tot 2001 was hij E-Business & Quality Manager bij Xircom EMEA.
Christophe Impens is tegenwoordig Director International Cycling en Commercieel Director bij het toonaangevende sportsmarketingbedrijf Golazo, geleid door oud-atleet Bob Verbeeck.
Impens is met Golazo onder meer verantwoordelijk voor evenementen zoals de X2O Trofee Veldrijden, de Lotto Zesdaagse Gent, de Baloise Belgium Tour, de Renewi Tour, verschillende toertochten op de weg en gravel zoals de Ronde van Vlaanderen voor wielertoeristen en Liège-Bastogne-Liège Challenge. Internationaal is Christophe Impens verantwoordelijk voor het WK Wielrennen 2021 in Vlaanderen, het WK Gravel 2024 en 2025, het EK Cyclocross 2022 en 2025, het CAC African Road Cycling Championship,...
Daarnaast is Impens ook betrokken bij het allereerste WK Wielrennen op het Afrikaanse continent, in Kigali (Rwanda).

## Belgische kampioenschappen
Outdoor
| Onderdeel                 | Jaar                               |
| ------------------------- | ---------------------------------- |
| 1500 m                    | 1991, 1993, 1994, 1995, 1996, 1997 |
| veldlopen (korte afstand) | 1991, 1992                         |

Indoor
| Onderdeel | Jaar                               |
| --------- | ---------------------------------- |
| 1500 m    | 1991, 1992, 1993, 1995, 1996, 1997 |

## Persoonlijke records
Outdoor
| Onderdeel | Prestatie       | Datum            | Plaats      |
| --------- | --------------- | ---------------- | ----------- |
| 1500 m    | 3.34,13 (ex-NR) | 23 augustus 1996 | Brussel     |
| 1 mijl    | 3.55,75         | 3 september 1993 | Brussel     |
| 2000 m    | 4.56,10 (ex-NR) | 10 juli 1996     | Nice        |
| 3000 m    | 7.50,49         | 31 augustus 1996 | Tessenderlo |

Indoor
| Onderdeel | Prestatie       | Datum            | Plaats |
| --------- | --------------- | ---------------- | ------ |
| 1500 m    | 3.38,01 (ex-NR) | 12 februari 1997 | Gent   |
| 1 mijl    | 3.54,13 (ex-NR) | 12 februari 1997 | Gent   |
| 3000 m    | 7.49,43         | 7 februari 1996  | Gent   |

## Palmares

### 1500 m
- 1988: 8e WK junioren U20 in Sudbury - 3.51,73
- 1991:  BK AC indoor - 3.51,83
- 1991:  BK AC - 3.47,15
- 1992:  BK AC indoor - 3.42,04
- 1993:  BK AC indoor - 3.40,64
- 1993:  BK AC - 3.48,22
- 1993: 7e in ½ fin. WK - 3.42,85
- 1994:  BK AC - 3.46,00
- 1995:  BK AC - 3.42,12
- 1995: 10e in ½ fin. WK - 3.44,86
- 1996:  BK AC indoor - 3.39,44
- 1996:  Nacht van de Atletiek - 3.35,72 (NR)
- 1996: 8e in ½ fin. OS - 3.37,64
- 1996:  BK AC - 3.47,57
- 1996: 8e Memorial Van Damme - 3.34,13 (NR)
- 1997: 9e WK indoor - 3.42,89
- 1997:  BK AC - 3.43,47

### 3000 m
- 1993: 5e in serie WK indoor - 7.56,07
- 1996:  EK indoor te Stockholm - 7.50,19